# 连云港市第一人民医院
连云港市第一人民医院，是中国江苏省的一所医院，为三级甲等医院，位于新浦区通灌北路182号。

## 规模
连云港市第一人民医院总床位1080张，日门诊量3288人次。